# لقمة هستيرية
اللُّقْمةُ الهستيريَّة (الإحساس بوجود كتلة في الحلق)، هي الإحساس المستمر أو المتقطع بوجود بلغم أو حبة أو أي عائق في الحلق رغم عدم وجود شيء حقيقةً. عادةً ما تكون الحالة طويلة الأمد ويصعب علاجها، وتشكل نحو 4% من الإحالات الجديدة إلى عيادات الأنف والأذن والحنجرة، يمكن البلع بشكل طبيعي فهي ليست حالة حقيقية من عسر البلع، ولكن يمكن أن تصبح مزعجة جدًا. قد يشعر المرء أيضا بألم خفيف أو شديد في الصدر.

## التاريخ
لاحظ أبقراط اللقمة الهستيرية لأول مرة منذ حوالي 2500 سنة مضت. في عام 1707، كان بورسيل أول من وصف الحالة بدقة؛ كان يعتقد أن الحالة ناتجة عن الضغط على الغضروف الدرقي بسبب انكماش عضلات حزام الرقبة. ففي الماضي، وُصِفت باللقمة الهستيرية بسبب ارتباطها المتكرر مع انقطاع الطمث أو العوامل النفسية. ومع ذلك، صاغ مالكومسون مصطلح أكثر دقة «كرة البلعوم» في عام 1968 بعد اكتشاف أن معظم المرضى الذين يعانون من الحالة لم يكن لديهم أعراض نفسية. لا تزال المسببات غير معروفة ولكن يبدو أنها متعددة العوامل. وعلى الرغم من أن المعلومات محدودة، ركزت الدراسات الحديثة على مرض الجزر المعدي المريئي وتشوهات العضلة العاصرة المريئية العليا والاضطرابات النفسية والإجهاد كعوامل رئيسية تُسهم في هذا الإحساس.

## الأسباب
غالبًا ما يكون الإحساس «بكتلة في الحلق» الذي يميز اللقمة الهستيرية ناجمًا عن التهاب واحد أو أكثر من أجزاء الحلق مثل الحنجرة أو البلعوم السفلي بسبب تشنج البلعوم الحنجري والارتجاع المريئي وارتجاع الحنجرة البلعومية.
في بعض الحالات يكون السبب غير معروف ويمكن أن تعزى الأعراض إلى سبب نفسي أو اضطراب جسدي أو قلق. وذُكِر أنها قد تكون أحد أعراض الاكتئاب، الذي يستجيب للعلاجات المضادة للاكتئاب. يجب إجراء التشخيص التفريقي عن متلازمة النسر. متلازمة النسر هي استطالة الناتيء الإبري مما يتسبب في تهيج الأعصاب والعضلات في المنطقة وعدد من الأعراض.
وقد أشارت نتائج الدراسات الحديثة بقوة إلى أن الارتجاع المريئي هو السبب الرئيسي للُّقمة الهستيرية، على الرغم من أن هذا لا يزال تحت نقاش كبير.
هناك سببٌ أقل شيوعًا وهو احتكاك غضروف الغدة الدرقية ضد التشريح غير المتناظر على سبيل المثال. غالبًا ما يتم تشخيص هذا السبب على نحو خاطئ، على الرغم من أنه يتطلب فحصًا سريريًا بسيطًا يتضمن ملامسة دقيقة لجانبي الرقبة والتي تثير الإحساس بالنقر وكذلك ألم الحنجرة عند البلع، فتعزى معظم الحالات إلى صدمة سابقة في الرقبة. عادةً ما يُطلَب دقة عالية من التصوير المقطعي المحوسب أو التصوير بالرنين المغناطيسي للحنجرة لفهم كامل لتشريح الحنجرة غير الطبيعي.
ومن الأسباب أيضًا:
- اضطرابات حركة المريء[11]
- التهاب البلعوم[12]
- الأورام الخبيثة في الجهاز الهضمي العلوي
- تضخم قاعدة اللسان[13]
- انقلاب لسان المزمار[14]
- أمراض الغدة الدرقية[15]
- الأورام النادرة، مثل: الانبثاث للبلعوم من سرطان خلايا ميركل[16]
- اضطرابات العضلات مثل الوهن العضلي الوبيل - هي حالة تصبح فيها العضلات متعبة وضعيفة بسهولة.
- المشاكل العصبية، بما في ذلك مرض باركنسون والسكتة الدماغية.[17]

## التشخيص
لم يكن هناك توافق في الآراء حول أفضل طريقة لتشخيص وعلاج اللقمة الهستيرية. وجدت دراسة لمختصي الأنف والأذن والحنجرة في المملكة المتحدة أن 14٪ لم تُجرَ أي اختبارات على مرضى اللقمة الهستيرية بل وُصفت لهم ببساطة الأدوية المضادة للحموضة. أما الباقون 86٪ فتم تشخيص الحالة بطرق مختلفة، بما في ذلك التنظير (61٪) وتتبع الباريوم (56٪) أو مزيج من هذه الأساليب (17.5٪).
تكون الخطوة الأولى للتحقيق في أعراض اللقمة الهستيرية أخذ تاريخ مفصل من المريض، مع إيلاء اهتمام خاص لوجود أعراض عالية المخاطر أو أعراض ارتجاع أو المشاكل النفسية. بالإضافة إلى ذلك، يجب على الأطباء إجراء الفحص البدني للرقبة يليه فحص الأنف والحنجرة، على الرغم من أن الاستخدام الروتيني لتنظير الأنف في المرضى الذين يعانون من أعراض اللقمة الهستيرية لا يزال مثيرًا للجدل. ويجب أن يخضع المرضى الذين يعانون من «علامات تنبيهية»، مثل عسر البلع أو ألم أثناء البلع وآلام الحلق وفقدان الوزن وبحة في الصوت لتقييم أكثر شمولًا.
في بعض الأحيان إذا كان تشخيص الإحساس باللقمة البلعومية غير واضح، يمكن اقتراح العديد من التحقيقات الأخرى وقد تشمل:
- الأشعة السينية على الصدر.
- منظار المعدة - وهو اختبار للنظر داخل المريء والمعدة والجزء الأول من الأمعاء الدقيقة (الاثني عشر). ويتم ذلك عبر منظار رقيق ومرن يتم تمريره من خلال الفم.
- ابتلاع الباريوم[21] - وهو الاختبار الذي يساعد على البحث عن مشاكل المريء. لا تظهر الأمعاء (الجهاز الهضمي) بشكل جيد على صور الأشعة السينية العادية. ومع ذلك، إذا شُرِب سائل أبيض يحتوي على مادة كيميائية تسمى كبريتات الباريوم، يظهر مخطط الأجزاء العلوية من الأمعاء (المريء والمعدة والأمعاء الدقيقة) بشكل واضح على صور الأشعة السينية. وذلك لأن الأشعة السينية لا تمر عبر الباريوم.
- قياس ضغط المريء - وهو الاختبار حيث يتم تمرير أنبوب حساس للضغط عن طريق الأنف والفم في المريء لقياس ضغط انقباض العضلات في المريء.
- فلوروسكوب[22] - وهو مثل ابتلاع الباريوم. يتم خلط المشروبات والأطعمة المختلفة مع الباريوم ويُطلب من المريض ابتلاع الخليط.
- مراقبة الرقم الهيدروجيني - خلال هذا الاختبار، يتم تمرير أنبوب رقيقة من خلال الأنف والفم والمريء لقياس مستوى الحموضة في المريء.

## العلاج
قد تُقتَرح علاجات مختلفة مثل: العلاج الطبيعي للعضلات حول الحلق بواسطة أخصائي النطق واللغة والعلاج بالتنقيط للأنف مثل رذاذ الأنف، وعلاج ارتجاع الحمض عن طريق الأدوية المضادة للحموضة والأدوية المثبطة للحمض. يجب كذلك وقف التدخين، وعلاج الإجهاد إذا كان هذا هو المشكلة. والعلاج السلوكي المعرفي في حالات الاضطرابات النفسية.